# Zip (website)
Zip é um portal que pertence ao UOL, que possui serviços como email, bate-papo e encurtador de URLs. Os serviços mais populares do site são o Zipmail, o popular e-mail gratuito da década de 1990 e o recente ZipLink, o encurtador de URLs.

## Serviços

### Zipmail
O Zipmail foi um dos principais serviços de webmail gratuito durante a implantação da internet no Brasil. Foi lançado em agosto de 1998, e foi um sucesso. Depois que foi adquirido pela Portugal Telecom, se uniu aos serviços do UOL, excluindo todos os outros, e até o próprio portal Zip, que voltou em 2010. O serviço tem 6 GB de capacidade.

### ZipLink
O ZipLink é um encurtador de URL, que pode ser usado com URLs de até 1024 caracteres. Foi lançado em 2010, com a volta do portal Zip.